# مونته‌روسو گرانا
مونته‌روسو گرانا (به ایتالیایی: Monterosso Grana) یک کومونه در ایتالیا است که در استان کونیو واقع شده‌است.

## خصوصیات
مونته‌روسو گرانا ۴۲٫۲ کیلومترمربع مساحت و ۵۴۶ نفر جمعیت دارد و ۷۲۰ متر بالاتر از سطح دریا واقع شده‌است.